# Pilot Pen Tennis 2000
Il Pilot Pen Tennis 2000 è stato un torneo di tennis giocato sul cemento. È stata la 32ª edizione del Pilot Pen Tennis, che fa parte della categoria Tier II nell'ambito dell'WTA Tour 2000. Il torneo si è giocato a New Haven negli USA, dal 21 al 27 agosto 2000.

## Campioni

### Singolare femminile
Venus Williams ha battuto in finale  Monica Seles con il punteggio di 6–2, 6–4

### Doppio femminile
Julie Halard-Decugis /  Ai Sugiyama hanno battuto in finale  Virginia Ruano Pascual /  Paola Suárez con il punteggio di 6–4, 5–7, 6–2